# Lex Ortega
Lex Ortega (* 25. Februar 1980 in Mexiko-Stadt, Mexiko) ist ein mexikanischer Filmregisseur, Tontechniker und Drehbuchautor.

## Leben
Lex Ortega studierte Tontechnik am Trebas Institute in Montreal, Kanada sowie Filmwissenschaften an der Nationalen Autonomen Universität von Mexiko (UNAM).
Nach einigen Kurzfilmen hatte er die Idee zu dem Episodenhorrorfilm México Bárbaro – Grausame Legenden und drehte die Episode Lo que importa es lo de adentro. Auch beim zweiten Teil war er mit einer Episode beteiligt.
2015 erschien sein Langfilmdebüt Atroz. 2012 hatte er bereits den Kurzfilm Atroz im Stil eines Snuff-Films gedreht, der in den eigentlichen Film aufgenommen wurde. So verband Ortega Motive des Snuff-Films mit denen des Found Footages-Films.
Neben seiner Arbeit als Filmregisseur ist er vor allem als Tontechniker aktiv und beteiligte sich sowohl an mexikanischen Produktionen als auch internationalen Produktionen wie 21 Gramm (2003) und Frankenstein’s Army (2013).
Lex Ortega gründete 2007 seine eigene Grindcore-Band The Massacre Must Begin, außerdem ist er Sänger der Band Belibette.

## Filmografie (Auswahl)
Regie
- 2010: Devourment (Kurzfilm)
- 2011: T Is for Tamalas (Kurzfilm)
- 2012: Frio (Kurzfilm)
- 2012: Atroz (Kurzfilm)
- 2013: Contra Natura (Kurzfilm)
- 2014: México Bárbaro – Grausame Legenden (México Bárbaro) (Idee plus Episode Lo que importa es lo de adentro)
- 2015: Atroz
- 2015: The Dreamcatcher
- 2016: World of Death (Webserie, eine Episode)
- 2016: La Peste (Kurzfilm)
- 2017: Viral SDT: Torture Porn (Kurzfilm)
- 2017: México Bárbaro II (eine Episode)

Tontechnik
- 2002: City of God (Cidade de Deus)
- 2003: 21 Gramm (21 Grams)
- 2012: Here Comes the Devil (Ahí va el diablo)
- 2013: Frankenstein’s Army
- 2016: You Never Had It: An Evening With Bukowski

## Diskografie
- 2008: The Massacre Must Begin: Sentimientos Inminentes de Muerte (Eigenproduktion)
- 2010: The Massacre Must Begin: Same (Album, American Line Productions)
- 2018: Belibette: 72 huries (Album, Eigenproduktion)